# Мелёшин, Павел Алексеевич
Па́вел Алексе́евич Мелёшин (род. 25 марта 2004, Щёлково, Московская область) — российский футболист, нападающий клуба «Сочи».

## Клубная карьера
Начал заниматься футболом с шести лет в академии московского «Спартака». С сезона 2020/21 начал выступать в Юношеской футбольной лиге за команду до 16 лет. Дебютировал за «Спартак U-16» 20 сентября 2020 года в матче 1-го тура ЮФЛ-2 против «Строгино» (4:1), выйдя в стартовом составе. 3 апреля 2021 года дебютировал за команду до 17 лет в матче 18-го тура ЮФЛ-1 против «Ростова» (2:2), выйдя в стартовом составе. Всего в сезоне 2020/21 в ЮФЛ-1 провёл 18 матчей и забил 21 мяч, а в ЮФЛ-2 провёл два матча и забил один мяч. В сезоне 2021/22 выступал в ЮФЛ-1 за «Спартак U-19», проведя 25 матчей и забив 28 мячей и по итогу турнира стал лучшим бомбардиром лиги. С февраля 2021 года начал привлекаться в молодёжную команду «Спартака». Дебютировал в М-Лиге 29 октября 2021 года в матче 14-го тура против «Урала» (4:1), в котором также забил свой первый мяч за молодёжную команду. В сезоне 2021/22 провёл три матча и забил один мяч.
В июне 2022 года был переведён вместе со «Спартаком-2004» в молодёжную футбольную лигу. С августа 2022 года начал привлекаться к тренировкам с основным составом московского «Спартака». Дебютировал за клуб 30 августа 2022 года в матче 1-го тура группового этапа Кубка России против «Крыльев Советов» (1:0) выйдя в стартовом составе, а на 46-й минуте забил свой первый мяч за «Спартак» и принёс клубу победу в матче. Через три дня, 2 сентября 2022 года, сыграл матч в молодёжной футбольной лиге против ЦСКА (3:3), в котором оформил хет-трик. Мелёшин стал первым игроком 2004 года рождения, дебютировавшим в основном составе «Спартака». В чемпионате России сыграл свой первый матч за клуб 11 сентября 2022 года в матче 9-го тура против «Ростова» (2:4), выйдя на 72-й минуте вместо Михаила Игнатова. 15 сентября 2022 года снова отличился за «Спартак» в матче 2-го тура Кубка России в ворота «Факела» (3:0). Свой первый мяч в чемпионате России забил 23 октября 2022 года в матче 14-го тура против «Химок» (5:0), отличившись на 83-й минуте.
8 февраля 2024 года был арендован минским «Динамо» до конца сезона 2024 без права выкупа трансфера и с возможностью досрочного возвращения летом по инициативе «Спартака». Дебютировал за клуб 2 марта 2024 года в матче за Суперкубок Беларуси, где в серии пенальти уступили жодинскому «Торпедо-БелАЗ». Первый мяч за минское «Динамо» забил 16 марта 2024 года в матче 1-го тура чемпионата Беларуси против «Сморгони» (5:0), отличившись на 29-й минуте встречи. В июне 2024 года, по решению нового главного тренера «Спартака» Деяна Станковича, вернулся в клуб. Всего за минское «Динамо» провёл 15 матчей, забил два мяча и сделал одну голевую передачу. В конце сезона «Динамо» стало чемпионом Беларуси.
12 сентября 2024 года перешёл на правах аренды в «Сочи» до конца сезона 2024/25. Дебютировал за клуб 24 сентября 2024 года в матче 4-го отборочного раунда пути регионов Кубка России против клуба «Кубань Холдинг» (5:0), проведя на поле весь матч. В этой же встрече отличился первыми забитыми мячами за «Сочи», оформив дубль. 22 ноября 2024 года в матче 20-го тура Первой лиги против «Уфы» (5:2) оформил дубль, отличившись на 69-й и 87-й минутах встречи. По итогам ноября был признан лучшим игроком месяца в Первой лиге. 20 февраля 2025 года «Сочи» выкупил Мелёшина у «Спартака», подписав с ним контракт до лета 2028 года. 24 апреля 2025 года у Мелёшина диагностировали разрыв передней крестообразной связки. 2 мая 2025 года Мелёшин успешно перенёс операцию на коленном суставе.

## Карьера в сборной
До 2023 года не вызывался в сборные России различных возрастов. 19 марта 2023 года был впервые вызван Иваном Шабаровым в состав сборной России до 19 лет. Дебютировал за сборную 25 марта 2023 года в товарищеском матче против минского «Динамо» (6:1), в котором также отличился двумя забитыми мячами.
9 июня 2023 года был впервые вызван в состав молодёжной сборной России на учебно-тренировочный сбор в Новогорске и Минске. Дебютировал за молодёжную сборную 15 июня 2023 года в товарищеском матче против молодёжной сборной Беларуси (1:5), в котором также забил свой первый мяч за сборную.

## Достижения

### Командные
«Спартак» (Москва)
- Бронзовый призёр чемпионата России: 2022/23

«Динамо» (Минск)
- Чемпион Беларуси: 2024

### Личные
- Игрок месяца в Первой лиге: ноябрь 2024[31]

## Личная жизнь
Отец — Алексей (род. 1976), четырёхкратный чемпион России в составе «Спартака». С 2011 года работает в академии «Спартака» и молодёжной команде клуба. Также у Павла есть старший брат — Алексей (род. 2000), также воспитанник «Спартака», c января 2022 года выступает за ФШМ.

## Статистика
| Выступление      | Выступление      | Выступление      | Лига | Лига | Кубки | Кубки | Итого | Итого |
| Клуб             | Лига             | Сезон            | Игры | Голы | Игры  | Голы  | Игры  | Голы  |
| ---------------- | ---------------- | ---------------- | ---- | ---- | ----- | ----- | ----- | ----- |
| Спартак (Москва) | Премьер-лига     | 2022/23          | 8    | 1    | 9     | 2     | 17    | 3     |
| Спартак (Москва) | Премьер-лига     | 2023/24          | 3    | 0    | 5     | 1     | 8     | 1     |
| Спартак (Москва) | Премьер-лига     | 2024/25          | 2    | 0    | 3     | 0     | 5     | 0     |
| Спартак (Москва) | Итого            | Итого            | 13   | 1    | 17    | 3     | 30    | 4     |
| → Динамо (Минск) | Высшая лига      | 2024             | 10   | 2    | 5     | 0     | 15    | 2     |
| → Динамо (Минск) | Итого            | Итого            | 10   | 2    | 5     | 0     | 15    | 2     |
| Сочи             | Первая лига      | 2024/25          | 18   | 11   | 3     | 2     | 21    | 13    |
| Сочи             | Итого            | Итого            | 18   | 11   | 3     | 2     | 21    | 13    |
| Всего за карьеру | Всего за карьеру | Всего за карьеру | 41   | 14   | 25    | 5     | 66    | 19    |